# Dono (comediante)

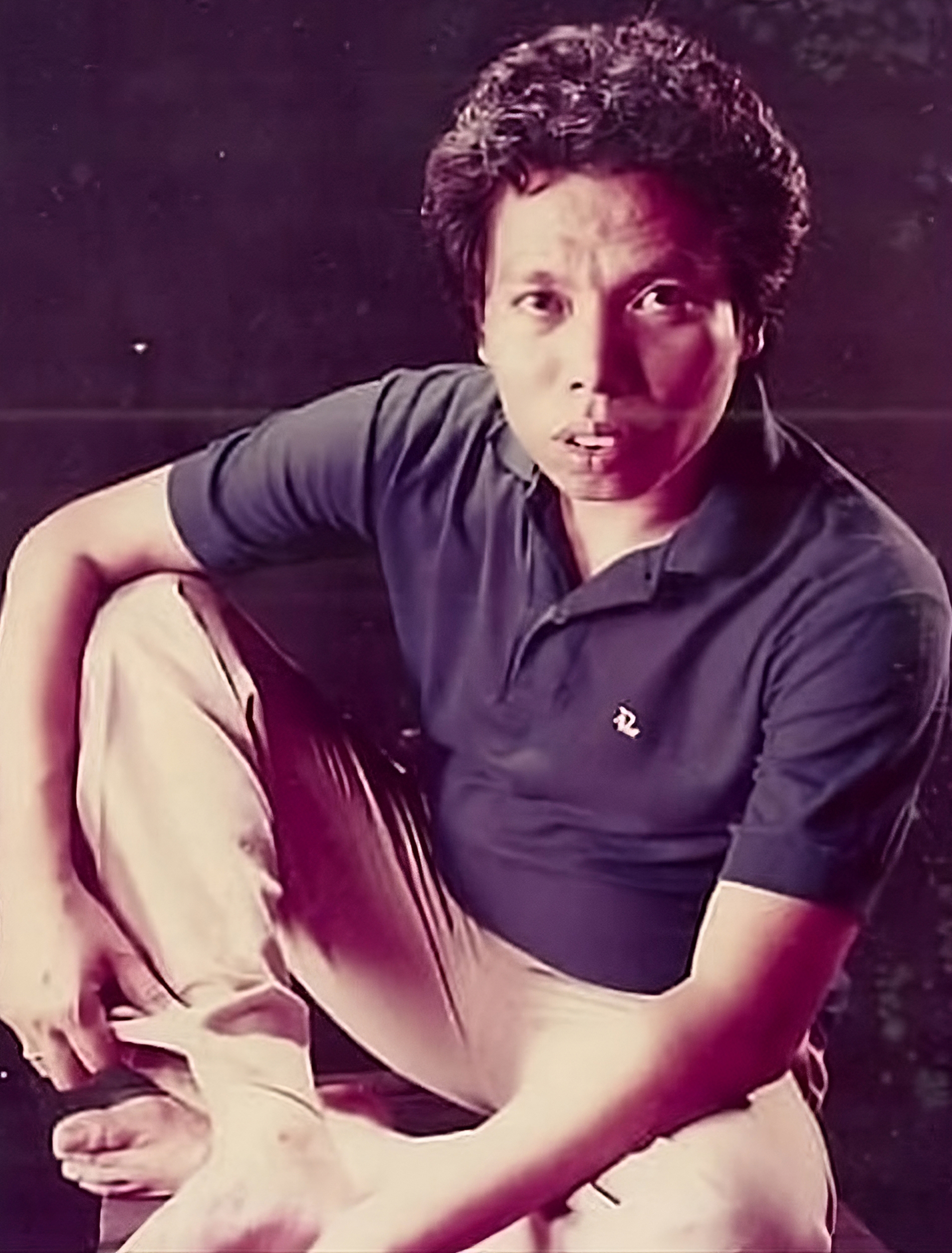
Dono

Wahjoe Sardono (30 de setembro de 1951 - 30 de dezembro de 2001), mais conhecido como Dono ou Dono Warkop, foi um ator, comediante e professor indonésio. Ele era um dos membros do grupo de comédia Warkop. Sua carreira começou quando ainda era estudante de sociologia na Universitas Indonesia (UI). Ele já foi assistente de ensino para Selo Soemardjan junto com Paulus Wirutomo.
Após se formar, Dono construiu sua popularidade com o Warkop estrelando em 34 filmes de comédia entre 1980 e 1995. Ele também foi ativo na escrita de romances e artigos sobre questões sociais na mídia até o final de sua vida. Dono faleceu no final de 2001 devido a câncer de pulmão.

## References
1. ↑  Hanggoro, Hendaru Tri (24 de julho de 2020). «Dono Mahasiswa Kritis». Historia. Consultado em 29 de maio de 2024. Cópia arquivada em 27 de junho de 2021
2. ↑  «Dono Warkop Meninggal Dunia». Liputan 6. 30 de dezembro de 2001. Consultado em 29 de maio de 2024. Cópia arquivada em 5 de maio de 2022